# 阿基米德重寫本
阿基米德重寫本（英語：Archimedes Palimpsest）、或稱阿基米德寶典，是一份羊皮紙手抄本，為阿基米德及其他作者著作之彙編。該抄本最初為拜占庭希腊语，內含難以辨認的文本，並認為收錄了兩部被認為已散佚的阿基米德作品《奧斯托瑪希翁》及《機械定理的方法》，以及他的著作《浮體論》之唯一倖存原始希臘版本。
首個彙編版本據信產生於公元530年左右，由米利都的伊西多爾製作，後者為在君士坦丁堡設計阿亚索菲亚的建築師。該抄本即自同樣保存於君士坦丁堡的原本所複製。由於當時處於馬其頓復興時期（約公元950年）間，數學亦正經歷由塞薩洛尼基前希臘正教會主教、數學家李歐親自複興之階段，而該抄本亦同期完成。
1204年，西方十字軍攻占君士坦丁堡，導致該手稿流落至位於巴勒斯坦地区玛尔萨巴的希臘修道院。此舉或是為保護手稿免受十字軍佔領之危害，因十字軍時常將希臘文本視為對其拉丁教會異端之反對，屢次焚毀或掠奪相關文獻（其中至少包括兩份阿基米德作品抄本）。然而，該複雜手稿於修道院內鮮受重視，迅速被一宗教文本所覆蓋（1229年）。1899年，該手稿仍在希臘教會所有權之中，並重返伊斯坦布爾。由希臘學者帕帕多普洛斯-克拉米烏斯編撰編目，引起約翰·路德維希·赫貝爾的關注。赫貝爾訪問了教堂圖書館，於1906年被允許拍攝抄本的詳細照片。由於抄本的大部分原文仍然可見，1915年海貝格將其公之於眾。然而，在1922年第一次世界大战之後的動盪時期，希臘東正教圖書館在伊斯坦布爾撤離過程中，該抄本失蹤。一位西方商人隨後將抄本隱匿長達70多年，並曾在某一時刻在部分文本上加以偽造圖畫，以提升其轉售價值。
由於無法私下售出此手稿，1998年，該商人的女兒在紐約進行公開拍賣，引發希臘教會異議。美國法院最終裁定允許拍賣，該手稿遂被一匿名買家（據傳為杰夫·贝索斯）所購得。通過紫外線、紅外線、可見光、傾斜光以及X射線所產生之圖像分析，揭示了偽造圖畫下所隱藏之文本，以及先前難以閱讀之文本。
現今，所有圖像與轉錄皆免費提供於阿基米德數字帕爾米塞斯特網站，受知识共享许可协议（CC BY）所保護。

## 歷史

### 早期
阿基米德生活在公元前3世紀，他曾透過多利亞希臘語將自己的證明書寫成信件，並發送給同代人，包括亞歷山大圖書館的學者。而這些信件最初由米利都的伊西多爾在公元530年左右編纂成一份綜合性文本，他是當時位於拜占庭希臘首都君士坦丁堡的阿亚索菲亚的建築師。
公元950年，一位匿名抄寫員在拜占庭帝國再次製作了以伊西多爾版本為基礎的阿基米德副本。這個時期是阿基米德的研究在君士坦丁堡興盛的時期，當時數學家、工程師和塞薩洛尼基前希臘東正教大主教李歐正創辦該項研究，他是當時君士坦丁堡普世牧首的表親。
隨後，這份拜占庭時期的中世紀手稿從君士坦丁堡傳至耶路撒冷，很可能是在西方十字軍攻占君士坦丁堡後的某個時候所傳移。1229年，手抄本在耶路撒冷被打開，手稿中的舊文本遭到刮去並洗淨，並與至少六份其他部分的羊皮紙手稿一起使用，其中包括一份含有希佩里德斯作品的手稿。這些羊皮紙隨後被折疊、重新裝訂用於一個包含177頁已編號的基督教禮儀文本的書籍中，其中的174頁至今仍然保存（舊的頁數變成了兩片禮儀書頁）。
該手稿一直傳承至16世紀末。在早於1840年的某個時間點，這份手稿被從耶路撒冷希腊正教牧首区的希腊东正教修道院，帶回到君士坦丁堡的圖書館中。

### 近代
19世紀40年代，聖經學者康斯坦丁·馮·蒂申多夫前往君士坦丁堡，對希臘東正教圖書館所藏的羊皮紙上的希臘數學內容產生了濃厚興趣。他從中取下一頁（現存於剑桥大学图书馆）並展開研究。 1899年，希臘學者帕帕多普洛斯-克拉米烏斯編撰了圖書館的手抄本目錄，其中包括了底層文本的部分可見抄錄。
丹麥語言學家和歷史學家約翰·路德維希·赫貝爾被視為近代阿基米德研究的權威。他在看到這些抄錄時，意識到手抄本實際上是阿基米德的作品。1906年，赫貝爾在君士坦丁堡詳細研究了這份羊皮紙，確認其中包含被認為失落的阿基米德作品。在獲得希臘東正教教會的許可後，他對羊皮紙的頁面進行了精細的拍攝，隨後製作了新的抄本。從1910年到1915年，他出版了一份完整的阿基米德著作。隨後，湯姆斯·利特爾·希思將阿基米德的希臘語文本翻譯成了英文。在此之前，這些內容並未被廣泛地了解，未廣泛為數學家、物理學家或歷史學家中間知曉。
到了1920年，手抄本仍然存放在君士坦丁堡的希臘東正教耶路撒冷教區圖書館（隸屬於聖墓聖殿機構）。然而在不久後，土耳其的希臘社區經歷了一段動盪時期，其中包括了希土戰爭（1919-1922）期間土耳其的勝利、希臘種族滅絕和希臘與土耳其之間的強制人口交換。在這一時期，手抄本從伊斯坦布爾的圖書館中消失了。
1923年至1930年之間，這份羊皮紙被來自巴黎的商人和到東方旅行者瑪麗·路易絲·西里埃克斯（Marie Louis Sirieix）所收購。雖然西里埃克斯聲稱是從一名修道士處購得該手稿，但該修道士並未擁有出售權，且西里埃克斯未提供有關這份手稿的銷售收據或文件。這份羊皮紙隨後置放在西里埃克斯的地下室中保密存放多年，遭受水分和黴菌的損害。此外，自從它失蹤於希臘東正教耶路撒冷教區圖書館之後，一位偽造者在書中的四頁上增加了中世紀福音畫像的金箔副本，以增加其銷售價值，從而進一步損害了文本。 這些偽造的金箔畫像幾乎完全遮蓋了它們下面的文本，只有通過SLAC國家加速器實驗室的X射線螢光成像技術才能揭示其內容。
西里埃克斯後來於1956年去世，他的女兒於1970年開始試圖悄悄地出售這份珍貴手稿。由於無法私下出售，她最終於1998年轉向佳士得，在公開拍賣中出售，儘管存在所有權爭議的風險。這份羊皮紙的所有權問題立即引發了紐約聯邦法院的爭議，涉及耶路撒冷希臘正教牧首區控訴佳士得公司的案件。希臘教會主張，這份羊皮紙在20世紀20年代的極端迫害時期從君士坦丁堡圖書館被盜走。法官金巴·伍德則基於遲延原因，判決支持佳士得，最終這份羊皮紙以200萬美元被一位匿名的美國買家購得。代表匿名買家的律師表示，該買家是一位從事「高科技行業」的美國私人所獲得，但並非比爾·蓋茨。

### 復原及數位化
1999年到2008年期間，位於巴爾的摩的沃爾特斯藝術博物館開始對手抄本進行影像研究以及保護工作，由於手抄本在西里埃克斯的地下室中受到嚴重的黴菌侵害。復原計畫由物館手稿館的館長威爾·諾爾博士（Will Noel）指導，並交由RB托特聯合公司的邁克爾·B·托斯博士（Michael B. Toth）管理，阿比蓋爾·昆德特博士（Abigail Quandt）負責手稿的保護工作。為手抄本數位化的目標受眾則涵蓋了希臘學者、數學歷史學家、應用程序開發人員、圖書館、檔案館以及對圖像生成感興趣的科學家。
阿基米德重寫本的圖像科學團隊由羅切斯特理工學院的羅傑·L·伊斯頓博士（Roger L. Easton, Jr.）、平衡成像的威廉·A·克里斯滕斯-巴里（William A. Christens-Barry）博士，以及原美国空军研究实验室的基思·諾克斯博士（Keith Knox、現已退休）等成員組成。他們利用來自不同光譜波段的數字圖像進行計算機處理，包括紫外線、可見光和紅外線波長，以揭示大部分底層文本，其中包括阿基米德的文本。在2006年之前，該團隊採用了三個光譜波段對整個羊皮紙進行了成像和數字處理。而在2007年，他們在12個光譜波段的基礎上，添加了傾斜光的情況下重新對整個羊皮紙進行了成像：紫外線波段：365納米；可見光波段：445、470、505、530、570、 617和625納米；紅外線波段：700、735和870納米；傾斜光波段：910和470納米。該團隊對這些圖像進行了數字處理，使用偽彩色技術揭示更多底層文本。他們還對海貝格最初的圖像進行了數字處理。斯坦福大學的雷維爾·內茲博士和尼格爾·威爾遜（Nigel Wilson）進行了文本的儀式性轉錄，並使用這些圖像填補了赫貝爾描述中的缺失部分。
考慮到在1938年之後的某個時候，一位偽造者在手稿加入了四幅拜占庭艺术的宗教畫像，以增加其銷售價值。這些畫像似乎永久地掩蓋了底層文本。2005年5月，加利福尼亚州門洛帕克的SLAC國家加速器實驗室，由烏韋·伯格曼博士（Uwe Bergmann）和鮑勃·莫頓博士（Bob Morton)）使用開發完成的工業射線照相粒子加速器，以解密尚未揭示的174頁文本的部分。工業射線照相術產生的機制及荧光的產生，由斯坦福線性加速器中心主任基思·霍奇森進行了描述：
同步輻射光是在電子以接近光速行進時，在儲存環中繞曲線路徑運動時產生的，能夠發射從X射線到紅外波長范圍內的電磁光。這些特殊的光束特性使其極為適合用於揭示多種物質的複雜結構和性質。在此背景下，同步輻射光被應用於揭示了科學奠基之一的阿基米德早先被隱藏的作品。
2007年4月，宣佈在羊皮紙中發現了一段新的文本，這是對亞里士多德的《范畴篇》的一份註釋，大約有9,000個字。這段文本的大部分在2009年初通過對紫外線照明產生的熒光光進行主成分分析，採用紅、綠、藍三種顏色波段的方法進行恢復。威爾·諾爾博士在接受採訪時表示：
當我們開始思考時，一個羊皮紙的發現已經被認為是極其寶貴的。而當出現第二份羊皮紙的發現，整個情況變得更加驚人、非同尋常。然而，接下來發生的事情更加引人注目。
這段文本提及了之前在羊皮紙中發現的希佩里德斯文本，該者是公元前四世紀的雅典政治家。他的一篇反對迪翁達斯的演講也在羊皮紙中被找到。該演講於2008年發表在德國學術雜誌《紙草學和銘文雜誌》的第165卷上，成為羊皮紙中第一篇在學術期刊上發表的新文本。這本書的抄本使用了文本編碼規範（TEI）的指南進行了數字編碼，圖像和抄本的元數據包括基於都柏林核心的標識和編目信息。元數據和數據由Emery IT的道格·埃默里管理。
2008年10月29日（羊皮紙拍賣購得的十週年），包括圖像和抄本在內的所有數據都在數位羊皮紙網頁上以知识共享许可协议的方式免費提供使用，同時按照原始頁的順序處理的羊皮紙圖像被發佈到Google圖書。 2011年，沃爾特斯藝術博物館舉辦了以「失落與重現：阿基米德的秘密」為主題的展覽。
2015年，瑞士科學家將阿基米德羊皮紙中的文本編碼到DNA中，進行數位數據的保存實驗。這些解讀的成果使得一些數學家開始認為阿基米德可能發明了積分的概念。

## 內容

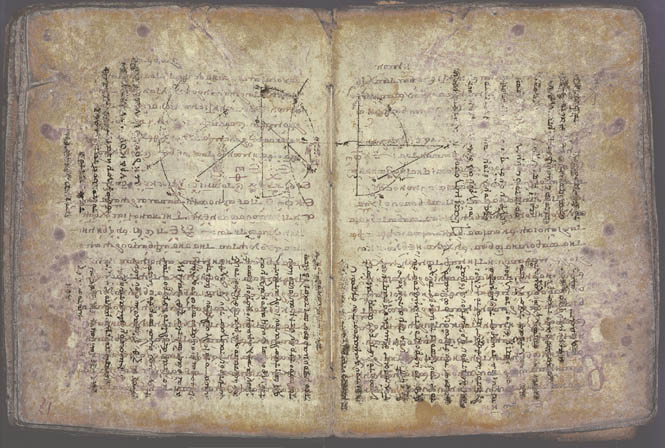
阿基米德重寫本
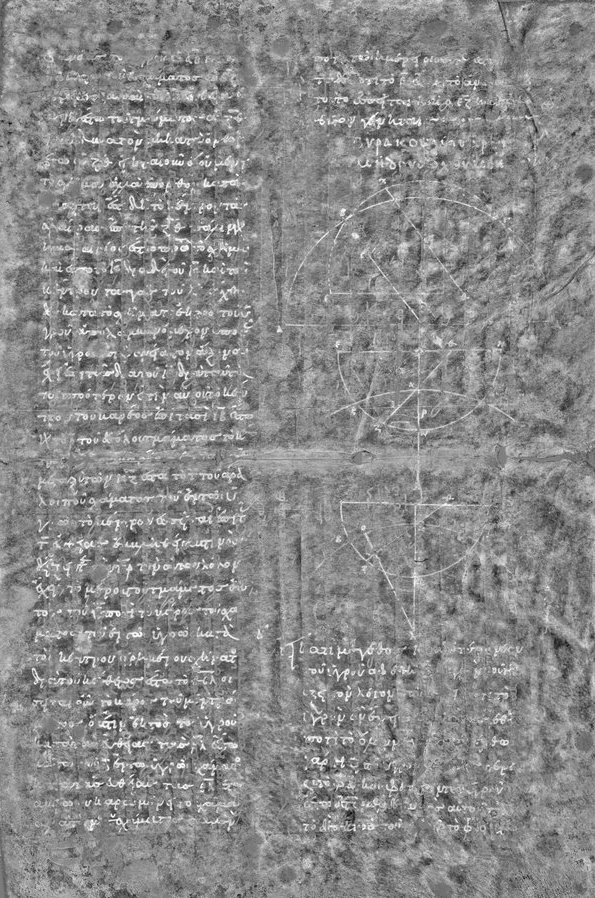
進行復原後可見原始文本的手抄本

### 所包含的作品
- 《平面圖形的平衡或其重心（英语：On the Equilibrium of Planes）》
- 《螺線論（英语：On Spirals）》
- 《圓的測量論（英语：Measurement_of_a_Circle）》
- 《圓柱內切球體》
- 《浮體論（英语：On Floating Bodies）》
- 《機械定理的方法（英语：The_Method_of_Mechanical_Theorems）》
- 《奧斯托瑪希翁（英语：Ostomachion）》
- 公元前4世紀政治家希佩里德斯的演講
- 亞里士多德《範疇論》的註釋，作者可能是波菲里（或阿佛洛狄西亚的亚历山大）[23]
- 其他作品

### 機械定理的方法
羊皮紙包含了《機械定理的方法》唯一已知的副本。在他的其他著作中，阿基米德頻繁地運用了欧多克索斯的極限法，用以證明不同面積或體積的相等性，這種方法為古希臘版的現代極限法。由於古希臘人了解某些數是無理數，他們將實數的概念視為由兩個序列逐漸逼近的數量，其中一個序列提供上限，另一個提供下限。當存在兩個序列U和L，滿足U始終大於Q，而L始終小於Q，並且這兩個序列逐漸趨近於彼此，超過預定的任何精度時，就可以找到或逼近Q。這便是U和L的窮舉法。
阿基米德運用逼近法來證明他的定理，通過將他想要計算面積的圖形近似地分割成已知面積的部分，從而為該圖形的面積提供上限和下限。他隨後證明，當分割足夠精細時，這兩個界限趨近於相等。這些證明在幾何學中被認為仍然是嚴格和正確的，展現了他獨特的幾何才智。然而，他並未詳細解釋他是如何首次得出這些結果的。
阿基米德的方法基於他對物理學的研究，涉及質心和槓桿定律。他將已知總質量和質心的圖形的面積或體積與另一個未知圖形的面積或體積進行比較。他將平面圖形視為由無限多條線構成，類似於後來的祖暅原理，然後將一個圖形的每一條線（或切片）與第二個圖形的對應切片在一個槓桿上進行平衡。關鍵在於這兩個圖形的定位不同，從而導致對應切片與支點的距離不同，使得切片平衡的條件與圖形相等的條件不同。他展示一個圖形的每個切片都可以與另一個圖形的每個切片平衡，從而推出這兩個圖形互相平衡。然而，一個圖形的質心是已知的，總質量可以放在這個質心上，仍然能夠平衡。第二個圖形的質心位置可能通過幾何論證獲得，如對稱性，約束為與支點的某一距離。如今，這兩個圖形的平衡條件使得他能夠計算另一個圖形的總質量。儘管他認為這種方法對於启发法是有用的，但他始終確保使用逼近理論來證明他找到的結果，因為該方法並未提供上下限。
借助這種方法，阿基米德能夠解決如今由積分微積分來處理的一些問題，這種方法在17世紀由艾萨克·牛顿和哥特佛萊德·萊布尼茲首次給予現代形式。其中一些問題包括計算固體半球面的質心、計算圓抛物面锥台的重心，以及由拋物線和其割线所界定的區域的面積。在嚴格證明定理時，阿基米德常常運用現在稱為黎曼積分的方法。在《圓柱內切球體》中，他通過將球體切割成相等寬度的部分來為球體的表面積提供上界和下界。接著，他通過內切和外切錐體的面積來限制每個部分的面積，從而證明這兩個錐體分別具有較大和較小的面積。他將這些錐體的面積相加，形成將球體面積作為旋轉曲面的黎曼和的一種類型。
然而，阿基米德的方法與19世紀的方法存在兩個主要差異：
1. 阿基米德不了解微分，因此無法計算除了源自質心考慮的積分外的任何積分，以及通過對稱性。儘管他具備線性概念，但要計算一個球體的體積，他必須同時平衡兩個圖形；然而，他從未想出如何改變變量或進行分部積分。
2. 在計算逼近和時，他還添加了進一步的約束，要求這些和為嚴格的上界和下界。這是因為古希臘缺乏能夠確定近似誤差項很小的代數方法。

阿基米德的方法獨特地解決了一個問題，即計算圓柱楔形體的體積。這個結果在约翰内斯·开普勒的立體測量學中再次出現，成為定理XVII（圖案XIX）。然而，仍然有一些阿基米德未曾使用的頁面遺失。其中一個已經公開的結果涉及兩個圓柱體的交集的體積，這個圖形已被湯姆·麥克·阿波斯托和馬米孔·姆納察卡尼揚重新命名為n = 4的阿基米德球體（以及其一半，n = 4的阿基米德穹頂） ，其體積與n邊形金字塔相關。

### 胃痛拼圖

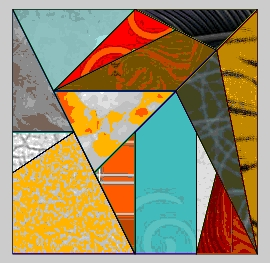
《奧斯托瑪希翁》是阿基米德重寫本中的一道解剖拼圖題目（根據海因里希·蘇特提供的不同來源進行展示；為了與羊皮紙相符，必須將此版本的寬度拉伸到兩倍） 。

在赫貝爾時代，人們對阿基米德在解決面積、體積和重心相關問題時對祖暅原理的卓越運用頗感興趣。然而，對於《奧斯托瑪希翁》這一在羊皮紙上探討的問題，似乎與兒童益智遊戲有關，因此受到的關注相對較少。雷維爾·奈茲認為，阿基米德論述了解決這個益智遊戲的方法，即將碎片重新放回盒子中。然而，目前尚無法確認這些碎片的存在，也無法明確放置碎片的規則，例如是否允許翻轉碎片，而且對於棋盤的情況也存在疑慮。
所展示的棋盤，如內茲所指出，是由海因里希·蘇特在翻譯無標點的阿拉伯文本時提出的。由於“兩次”和“相等”容易混淆，Suter在關鍵點至少出現了一個排版錯誤，將一邊和對角線的長度等同起來。在這種情況下，棋槃無法是一個矩形。然而，由於正方形的對角線交匯成直角，直角三角形的存在使得阿基米德的《奧斯托馬基翁》第一個命題立即得出。事實上，這個命題構建了一個由兩個並排的單位正方形組成的棋盤，類似於七巧板。一篇由理查德·迪克森·奧爾德姆於1926年3月發表在《自然》雜誌上的文章將蘇特棋盤與Codex棋盤聯繫在一起，引發了當年關於奧斯托馬基翁的熱潮。
現代組合數學揭示，將蘇特棋盤的碎片重新排列以恢復其正方形形狀（允許翻轉碎片），共有17,152種方式。如果不允許翻轉碎片，則數量要小得多，為64種。蘇特棋盤中某些角的尖銳性使得重構變得複雜，而如果鋒利的碎片被翻轉，可能會影響玩耍的便捷性。至於圖文板（Codex board）（與七巧板類似），有三種方法可以放置碎片：並排兩個單位正方形、一個正方形疊在另一個上方、以及一個邊長為根號2的單一正方形。然而，這些擺放方式的關鍵是形成等腰直角三角形，就像蘇格拉底在柏拉圖的《美諾篇》中所教給奴隸孩子的一樣。蘇格拉底在爭論通過回憶獲得知識時，這裡更關鍵的似乎是圖案識別和記憶，而不是解決方案的計數。圖文板可以看作是蘇格拉底論證的延伸，位於一個七乘七的方格中，這顯示了構建側徑數的迭代方法，可提供對根號2的有理逼近。
羊皮紙上碎片的狀態引發了許多疑問。但如果阿基米德在圖文板和蘇特棋盤之間選擇了蘇特棋盤，那麼無疑會增添一些神秘感。然而，如果內茲的觀點正確，這可能是古希臘組合數學領域中最複雜的工作之一。無論阿基米德是否使用了允許翻轉的蘇特棋盤，或者蘇特棋盤的統計數據是否相關，仍然存在一些不確定性。

## 另見
- 最昂貴書籍列表

### 來源
1. ↑  . www.lis.ntu.edu.tw. 2015-11-18  [2023-08-31]. （原始内容存档于2023-08-31） （中文（臺灣））.
2. ↑  . 2007-04-26  [2023-08-31]. （原始内容存档于2021-05-14） （英国英语）.

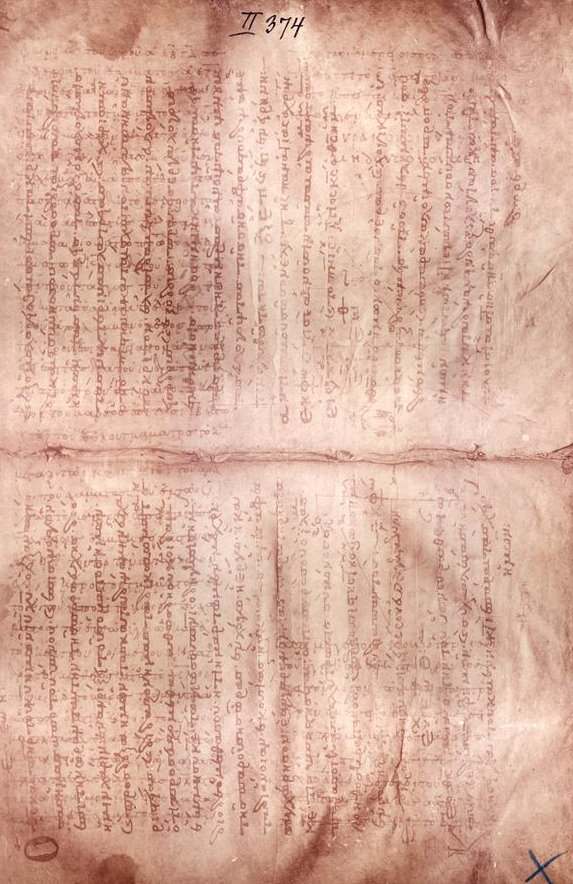
阿基米德羊皮紙的典型頁面。祈禱書的文本從上至下可見，原始的阿基米德手稿以較淡的文字顯示在其下，從左至右延伸。

3. ↑  Reviel Netz, William Noel and Nigel Wilson. The Archimedes Palimpsest, Vol. 1. Catalogue and Commentary, Cambridge University press, 2011.
4. ↑  Murray, Stuart. . 2009  [2020-10-29]. ISBN 9781602397064. （原始内容存档于2023-04-22）.
5. ↑  . 1993  [2020-10-29]. ISBN 9780838906095. （原始内容存档于2023-04-22）.
6. ↑  Bergmann, Uwe.  (PDF).   [2013-09-29]. （原始内容存档 (PDF)于2017-05-18）.
7. 1 2 3  The Archimedes Palimpsest Project. .   [2015-03-16]. （原始内容存档于2018-10-01）.
8. 1 2 3 4  Schulz, Matthias. . Der Spiegel. June 22, 2007  [March 16, 2015]. （原始内容存档于April 2, 2015）.
9. 1 2  Hirshfeld, Alan. . Walker & Co, NY. 2009: 187  [2013-09-29]. ISBN 9780802719799. （原始内容存档于2023-04-22）.
10. ↑  . 宾夕法尼亚大学.   [2016-08-01]. （原始内容存档于2019-02-07）. OPenn上的所有素材均屬於公共領域或根據創用CC授權條款與自由文化作品定義
11. ↑  .   [2009-03-31]. （原始内容存档于2008-01-19）.
12. ↑  . （原始内容存档于21 February 2009）. This data is released for use under a Creative Commons license, with attribution
13. ↑  . Brown University Library.   [2007-07-23]. （原始内容存档于8 August 2007）.
14. ↑  . PBS.   [2017-08-24]. （原始内容存档于2017-08-15）.
15. ↑  .   [2015-03-16]. （原始内容存档于2015-09-24）.
16. ↑  Toth, Mike; Emery, Doug. . archimedespalimpsest.net. 賓夕凡尼亞大學. October 29, 2008  [January 4, 2022]. （原始内容存档于January 19, 2022）.
17. ↑  . 大紀元 www.epochtimes.com. 2005-05-25  [2023-08-31]. （原始内容存档于2023-08-31） （中文（繁體））.
18. ↑  Rock Woods, Heather. . May 19, 2005  [February 8, 2016]. （原始内容存档于May 17, 2008）.
19. ↑  Carey, C.;  et al.  (PDF). Inhaltsverzeichnis. Zeitschrift für Papyrologie und Epigraphik: 1–19.   [2009-10-11]. （原始内容存档 (PDF)于2011-11-18）.
20. ↑  Porter, Dot. . stoa.org. The Stoa Consortium for Electronic Publication in the Humanities. October 29, 2008  [2013-12-29]. （原始内容存档于2013-12-30）.
21. ↑  .   [2009-03-31]. （原始内容存档于2023-04-22） –Google Books.
22. ↑  Aron, Jacob. . New Scientist. February 11, 2015  [January 4, 2022]. （原始内容存档于July 11, 2015）.
23. ↑   R. Chiaradonna, M. Rashed, D. Sedley and N. Tchernetska, A rediscovered Categories commentary, Oxford Studies in Ancient Philosophy 44:129–194 (2013); Porphyry is the preferred attribution see pp. 134, 137.

### 書目
- Dijksterhuis, E.J. Dijksterhuis. . Princeton, NJ: Princeton University Press. 1987: 129–133. ISBN 0-691-08421-1.
- Reviel Netz and William Noel. The Archimedes Codex, Weidenfeld & Nicolson, 2007
- The Nova Program outlined （页面存档备份，存于）
- The Nova Program teacher's version （页面存档备份，存于）
- The Method: English translation (Heiberg's 1909 transcription)
- Did Isaac Barrow read it?
- Will Noel: Restoring The Archimedes Palimpsest （页面存档备份，存于） (YouTube), Ignite (O'Reilly), August 2009
- The Greek Orthodox Patriarchate of Jerusalem v. Christies’s Inc., 1999 U.S. Dist. LEXIS 13257 (S.D. N.Y. 1999) (via Archive.org)

## 外部連結
- The Digital Archimedes Palimpsest （页面存档备份，存于） (official web site)